# Yong Ling
Yong Ling (o Ling-Yong, Ling-Young, Ling, Yuang  ( 1903 -1981) fue un botánico y orquideólogo chino. Desarrolló actividades académicas en el "Instituto de Botánica, de la Academia Sinica.
- La abreviatura «Y.Ling» se emplea para indicar a Yong Ling como autoridad en la descripción y clasificación científica de los vegetales.[2]